# La Postérité du soleil
La Postérité du soleil est un ouvrage coécrit par l'écrivain Albert Camus et le poète René Char, agrémenté de photographies d'Henriette Grindat. Il s'agit d'un hymne à l'amitié et à l'amour de la terre du Luberon, où vivent les deux amis.  
Édité à quelques exemplaires en 1965, l'ouvrage parait pour le grand public en 1986, bien après la mort d’Albert Camus, sous l'impulsion de René Char. Il est republié en 2009 dans sa version actuelle aux éditions Gallimard. 

## Contexte

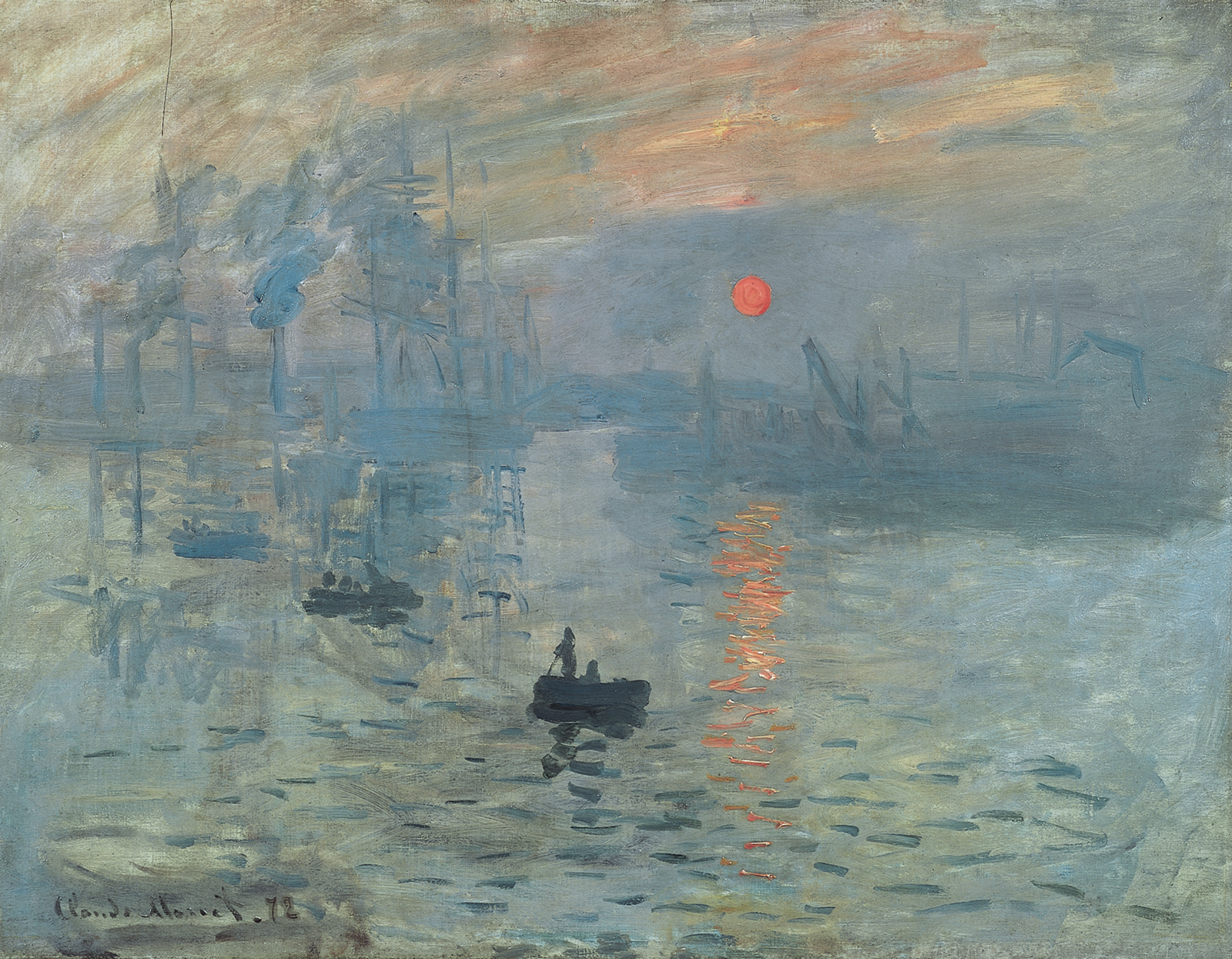
Impression, soleil levant

La Postérité du soleil est née de la grande amitié qui liait Albert Camus et René Char après la Libération. Leur rencontre s'est faite aussi sous le signe du département du Vaucluse : René Char, installé à L'Isle-sur-la-Sorgue, a fait connaître le Luberon à Camus. La région a tant plu à Camus qu'il a décidé de s'y installer et d'y acheter une maison, à Lourmarin, ville où il est aussi enterré. 

## Publication
L'éditeur suisse Edwin Engelberts publie en 1965 l'édition originale, œuvre de bibliophilie tirée seulement à 120 exemplaires. Elle en faisait aussi une œuvre confidentielle réservée à quelques-uns et c'est sous l'impulsion de René Char que cette nouvelle publication a été rendue possible.
L'ouvrage est resté longtemps confidentiel mais la correspondance des deux hommes fait plusieurs fois allusion à ce projet de 'livre sur le Vaucluse' comme représentant tangible de leur amitié. Si le livre était pratiquement prêt depuis des années, il n'est paru que bien après la mort de Camus, avec un texte d'ouverture de René Char. 

## Analyse
« Les poèmes sont limpides comme l'eau de la fontaine de Vaucluse » a écrit un journaliste sur le livre. Les photos monochromes d'Henriette Grindat rehaussent le ton lumineux des textes. La postface de René Char est un hymne à l'amitié.
Au-delà de l'exposition d'une amitié et d'un amour commun pour ce terroir, c'est l'affirmation que, même le soleil disparu, il reste encore la lumière et l'espoir malgré tout, espoir que magnifie Camus dans cette citation : « Demain, oui, dans cette vallée heureuse, nous trouverons l'audace de mourir contents ! » 
La photographie représentait aussi une certaine idée de la permanence solaire, la fixation d'un éblouissement à travers le prisme du mélange d'ombres et de lumière. « Comment montrer, écrit René Char dans son poème d'ouverture, sans les trahir, les choses simples dessinées entre le crépuscule et le ciel ? Par la vertu de la vie obstinée, dans la boucle du Temps artiste, entre la mort et la beauté. »

## Éditions
- La Postérité du soleil, textes d'Albert Camus et René Char, Genève, Edwin Engelberts, 1965, 149-6 p., 30 photographies en noir et blanc, tirage à 120 exemplaires numérotés
- La postérité du soleil, préface de Jean Romain, Lausanne, éditions de l'Aire, 1986.
- La postérité du soleil, Paris, éditions Gallimard, collection Blanche, 2009,  (ISBN 2-07-012778-8 et 9782070127788).

## Expositions
- 8 juin - 6 août 2023 : Henriette Grindat. Albert Camus.  René Char – La Postérité du soleil, Fondation suisse pour la photographie / Fotomuseum Winterthur (de), Winterthur[4],[5].